# Segunda Frota dos Estados Unidos

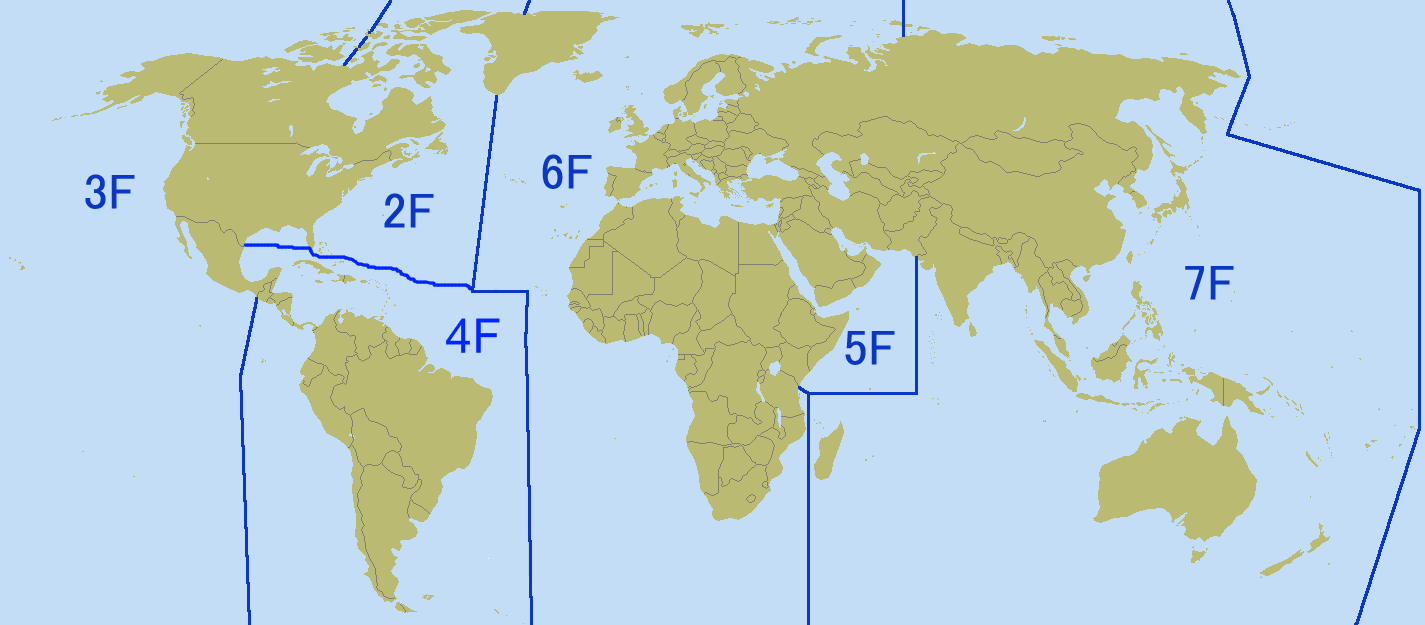
Área de atuação da Frotas dos Estados Unidos.

A Segunda Frota dos Estados Unidos (U.S. 2nd Fleet) foi uma divisão da Marinha dos Estados Unidos designada para operações no Atlântico Norte. A sua área de atuação atinge o Atlântico a partir do Pólo Norte até o Mar do Caribe, indo da costa do Estados Unidos até o meio do Oceano Atlântico .
Era responsável pela operação da Marinha  na Costa Leste dos Estados Unidos, a Segunda Frota, é uma das três frotas numeradas sediadas no território norte-americano, sendo a Terceira e a Quarta as outras duas. 
A Segundo Frota tinham sob sua responsabilidade mais de uma centena de navios de guerra distribuídos por instalações da Marinha americana ao longo da Costa Leste. O maior número de navios tinha como base a Naval Station Norfolk.

## História
Como outras frotas numeradas da marinha americana, a Segunda Frota foi estabelecida em 1943, durante a II Guerra Mundial pelo Almirante Ernest King, para operações de força-tarefa em áreas geográficas específicas .
De 1950 quando foi desativada a Quarta Frota dos Estados Unidos até meados de 2008, estava também sob a sua responsabilidade a região do Atlântico Sul .
Foi formalmente desativada em 2011.